# Kevin Pina
Kevin Pina (Praia, 27 de enero de 1997) es un futbolista de Cabo Verde que juega en la posición de centrocampista con el F. C. Krasnodar de la Liga Premier de Rusia.

## Selección nacional
Debutó con Cabo Verde el 25 de marzo de 2022 en la victoria por 6–0 en un partido amistoso ante Liechtenstein.
En diciembre de 2023 fue convocado para jugar en la Copa Africana de Naciones 2023 en Costa de Marfil. Fue titular en el partido inaugural ante Ghana, donde los Tubarões Azuis ganaron 2–1. Anotó un gol en la victoria por 3–0 ante Mozambique para asegurar la clasificación a la segunda ronda.

## Clubes
| Club                        | País     | Año       |
| --------------------------- | -------- | --------- |
| U. D. Oliveirense           | Portugal | 2017-2019 |
| → Anadia F. C. (cedido)     | Portugal | 2018      |
| → Sertanense F. C. (cedido) | Portugal | 2018-2019 |
| G. D. Chaves "B"            | Portugal | 2019-2020 |
| G. D. Chaves                | Portugal | 2020-2022 |
| F. C. Krasnodar             | Rusia    | 2022-     |

## Palmarés

### Títulos nacionales
| Título                | Club            | País  | Año  |
| --------------------- | --------------- | ----- | ---- |
| Liga Premier de Rusia | F. C. Krasnodar | Rusia | 2025 |